# Kostel Všech svatých (Annesley)
Kostel Všech svatých, anglicky All Saints' Church, je anglikánský farní kostel v Annesley v Nottinghamshire. Od roku 1988 patří mezi chráněné památky.
Kostel byl postaven v roce 1874 na návrh architekta Thomase Grahama Jacksona (na místě několika dřívějších svatostánků) a měl nahradit starý kostel na panství Annesley. Až do roku 1942 se na obou místech konaly bohoslužby. Interiér kostela byl v roce 1907 zničen požárem, ale byl znovu otevřen v roce 1909. Hlavními chloubami jsou normanská křtitelnice a východní okno.
Kostel uchovává erb Patricka Chawortha, 3. vikomta, který sem byl přemístěn ze starého kostela v roce 1874, stejně jako mnoho dalších artefaktů.